# Amplificateur à transimpédance

Amplificateur à transimpédance simplifié.

En électronique, un amplificateur à transimpédance est un convertisseur courant-tension, presque exclusivement mis en place avec un ou plusieurs amplificateurs opérationnels. Ces amplificateurs peuvent être utilisés pour convetir la sortie des tubes Geiger-Müller, des tubes photomultiplicateurs, des accéléromètres, des photodétecteurs et d'autres types de capteurs ayant une sortie en courant vers une tension facilement utilisable. Les convertisseurs courant-tension sont utilisés avec des capteurs qui ont une réponse en courant davantage linéaire que la réponse en tension. C'est le cas par exemple avec les photodiodes où il n'est pas rare que la réponse en courant fasse mieux que 1 % en non-linéarité sur une large plage d'entrée de lumière. Dans ce montage, l'amplificateur à transimpédance présente une faible impédance à la photodiode et l'isole de la tension de sortie de l'amplificateur opérationnel. Dans sa forme la plus simple, un amplificateur à transimpédance n'est composé de qu'une résistance de rétroaction de grande valeur, Rf. Le gain de l'amplificateur est fixé par cette résistance. Puisque l'amplificateur opérationnel est dans une configuration inverseuse, le gain de ce montage est -R f. Il existe plusieurs configurations différentes d'amplificateurs de transimpédance, chacune adaptée à une application particulière. Le seul facteur qu'ils ont tous en commun est la nécessité de convertir un faible courant issu d'un capteur en tension. 